# Chirawa
Chirawa è una suddivisione dell'India, classificata come municipality, di 37.210 abitanti, situata nel distretto di Jhunjhunu, nello stato federato del Rajasthan. In base al numero di abitanti la città rientra nella classe III (da 20.000 a 49.999 persone).

## Geografia fisica
La città è situata a 28° 14' 24 N e 75° 38' 44 E e ha un'altitudine di 300 m s.l.m..

## Società

### Evoluzione demografica
Al censimento del 2001 la popolazione di Chirawa assommava a 37.210 persone, delle quali 19.543 maschi e 17.667 femmine. I bambini di età inferiore o uguale ai sei anni assommavano a 5.696, dei quali 3.120 maschi e 2.576 femmine. Infine, coloro che erano in grado di saper almeno leggere e scrivere erano 24.512, dei quali 14.630 maschi e 9.882 femmine.